# Йоахім Гузе
Йоахім Гузе (нім. Joachim Guse; 8 червня 1921, Кіль — 3 квітня 1992) — німецький офіцер-підводник, оберлейтенант-цур-зее крігсмаріне.

## Біографія
16 вересня 1939 року вступив на флот. З 1 лютого по 15 червня 1941 року пройшов курс підводника, з 28 квітня по 15 червня — практику вахтового офіцера на підводному човні U-48. З вересня 1941 року — 2-й, з 13 квітня 1942 року — 1-й вахтовий офіцер на U-77, на якому взяв участь у семи походах. З 21 листопада 1942 по червень 1943 року перебував на лікуванні. З 16 серпня по 15 вересня 1943 року пройшов курс командира човна. З 7 жовтня 1943 року — командир U-1193, на якому здійснив 1 похід (23-24 серпня 1944). 5 травня 1945 року наказав затопити човен в рамках операції «Регенбоген». 9 травня 1945 року взятий в полон британськими військами. В грудні 1946 року звільнений.

## Звання
- Кандидат в офіцери (16 вересня 1939)
- Морський кадет (1 лютого 1940)
- Фенріх-цур-зее (1 липня 1940)
- Оберфенріх-цур-зее (1 липня 1941)
- Лейтенант-цур-зее (1 березня 1942)
- Оберлейтенант-цур-зее (1 жовтня 1943)

## Нагороди
- Залізний хрест
  - 2-го класу (20 грудня 1941)
  - 1-го класу (серпень 1942)
- Нагрудний знак підводника (15 січня 1942)